# Dánsko na Letních olympijských hrách 1896
Dánsko se účastnilo Letní olympiády 1896 v řeckých Athénách. Zastupovali ho 3 muži v 5 sportech.

## Medailisté
| Medaile | Jméno          | Sport             | Soutěž                                  |
| ------- | -------------- | ----------------- | --------------------------------------- |
| Zlato   | Viggo Jensen   | Vzpírání          | Muži obouruč                            |
| Stříbro | Holger Nielsen | Sportovní střelba | Muži 30 m volná pistole                 |
| Stříbro | Viggo Jensen   | Vzpírání          | Muži jednoruč                           |
| Bronz   | Holger Nielsen | Šerm              | Muži šavle                              |
| Bronz   | Viggo Jensen   | Sportovní střelba | Muži libovolná puška, tři polohy, 300 m |
| Bronz   | Holger Nielsen | Sportovní střelba | Muži 25 m rychlopalná pistole           |